# 苏德堡
苏德堡是德国下萨克森州的一个市镇。总面积128.68平方公里，总人口4534人，其中男性2287人，女性2247人（2011年12月31日），人口密度35人/平方公里。